# Canthigaster jamestyleri
Canthigaster jamestyleri is een straalvinnige vissensoort uit de familie van kogelvissen (Tetraodontidae). De wetenschappelijke naam van de soort is voor het eerst geldig gepubliceerd in 2002 door Moura & Castro.